# 鄭慧慈
鄭慧慈（2001年10月5日—）為臺灣女子籃球運動員，生於臺南市，就讀文元國小三年級和四年級時是練射箭，之後改打籃球，國中原先有要報考太子國中但沒成，在永仁國中騎腳踏車時被教練時超傑發掘而加入籃球隊。2017年4月鄭慧慈在國中籃球聯賽女子組冠軍賽以27分、18籃板、11阻攻的大三元表現助隊奪下冠軍，升上永仁高中第一年榮獲高中籃球聯賽新人后獎項，高中畢業後進入中國文化大學就讀，大一拿下大專籃球聯賽新人后頭銜。2022年7月鄭慧慈原要代表中華臺北參加三對三亞洲盃女籃賽，結果代表隊出發前一天確診COVID-19，由培訓隊當中的郭虹廷遞補鄭慧慈。

## 外部連結
- 鄭慧慈在fiba.basketball（英语）
- 鄭慧慈在archive.fiba.com（存檔）（英语）
- 鄭慧慈在fiba3x3.com（英语）
- 鄭慧慈在Eurobasket.com（球員）（英语）